# Tour de Farinole
La tour de Farinole (en corse : torra di Faringule) est une tour génoise située dans la commune de Farinole, dans le département français de la Haute-Corse. La tour génoise, de forme ronde comme la plupart des tours du littoral de Corse, se trouve au nord de la marine de Farinole. 

## Histoire
Sa construction avait été imposée par Gênes. Financée par un impôt collecté auprès des villageois, la tour de Farinole a été construite en 1562. C'était l'une des premières édifiées. La tour était placée en vue des tours de Vecchiaia au sud et de Negru au nord, de façon qu'un signal donné de l'une d'elles pouvait être aperçu de ses voisines. Pendant plusieurs siècles, ces tours ont servi à prévenir, à l'aide de feux, les habitants des côtes, des dangers qui les menaçaient et à leur donner refuge s'ils n'avaient point le temps de se réfugier à l'intérieur des terres. 

## Protection
La tour de Farinole est inscrite monument historique par arrêté du 23 juin 1993.